# Wilfried Weihe
Wilfried Weihe (* 1944 in Berlin) ist ein ehemaliger deutscher Radrennfahrer und DDR-Meister im Radsport.

## Sportliche Laufbahn
Wilfried Weihe, der seine Laufbahn bei der BSG Post Berlin begann und später zum SC Dynamo Berlin wechselte, wurde 1967 DDR-Meister in der Mannschaftsverfolgung. 1966 konnte er den Vize-Meistertitel gewinnen, 1965 wurde er Dritter in dieser Disziplin. 1968 gelang ihm mit dem DDR-Meistertitel mit seinem Vereinskameraden Heinz Richter im Zweier-Mannschaftsfahren ein weiterer nationaler Meisterschaftserfolg. 1966 war er bereits Zweiter des Meisterschaftsrennens geworden.

## Familiäres
Wilfried Weihe ist der jüngere Bruder von Günter Weihe, der ebenfalls DDR-Meister im Bahnradsport wurde.